# NOHAB AA16
NOHAB AA16 er den europæiske licensvariant af det amerikanske standardlokomotiv EMD F-Serie fra EMD, som var et datterselskab af GM koncernen. Licenstageren var den svenske virksomhed Nydqvist och Holm AB, der også fremstillede de første eksemplarer, der blev leveret til DSB i 1954 som MY 1101 til MY 1104.
Dette dieselelektriske lokomotiv blev efterfølgende anvendt af adskillige jernbaneselskaber i Øst- og Vesteuropa i varianter med hjulstillingen Co'Co' eller (A1A)(A1A) og er stadig i drift flere steder.

## Forhistorie

### EMCs F-serie i USA
I 1939 præsenterede Elektro Motive Corporation (EMC) et nyudviklet dieselelektrisk lokomotiv. Det drejede sig om det strømlinede Bo’Bo’ koblede FT-lokomotiv, hvor F stod for de Fifteenhundred Horsepowers (1500 HK), som den installerede Winton 16-cylindrede Totaktsmotor leverede. Den påflangede generator leverede strøm til banemotorerne.
Efter 2. verdenskrig dannede varianten FP7 grundlaget for en betydelig eksport til Australien (95 stk.) og Europa (203 stk.) der blev bygget på licens. Motor- og generatorleverandør var dog altid EMD i La Grange, Illinois.

## Europa

### NOHAB i Sverige
Omdrejningspunktet for udviklingen i Europa var den svenske lokomotivfabrik Nydqvist och Holm AB (NOHAB) i Trollhättan, som i 1949 fik licens på bygning af EMD-Diesellokomotiver. Ved NOHAB modificeredes det australske VR B class lokomotiv, så det blev tilpasset UIC's frirumsprofil. Særligt den lavere franske frihøjde medførte en kraftigere tagkrumning end de oprindelige EMD FP7-lokomotiver. Endvidere blev der indrettet førerpladser i begge ender af lokomotivet.

### Danmark (Litra MYog MX)
DSB var de første til af bestille lokomotivet til erstatning for damplokomotiver. Allerede i slutningen af 40'erne var DSB i kontakt med GM, og de første fire lokomotiver (MY 1101 til MY 1104) blev leveret i 1954 fra NOHAB, som i mellemtiden havde opnået licens fra GM.
Lokomotiverne havde en maksimalt tilladt hastighed på 133 km/h med to treakslede bogier ((A1A)’(A1A)’) uden træk på den midterste aksel på hver bogie.
De første fire lokomotiver blev leveret med den 16-cylindrede 567-B-motor med 1750 Hk. De efterfølgende var alle udstyret med 567-C-motoren med 1900 Hk. I alt leveredes MY-lokomotiverne i tre omgange:
- 1954 4 stk. (MY 1101 – 1104)
- 1956-1958 40 stk. (MY 1105 – 1144)
- 1964-1965 15 stk. (MY 1145 – 1159)

Ved DSB blev lokomotiverne anvendt til både gods- og passagertog. De afrundede ender skaffede lokomotiverne øgenavnet Rundsnuder.
Til brug på sidelinier med svagere overbygning udviklede NOHAB AA12 kendt som Litra MX med et akseltryk på kun 15 ton. Dette lokomotiv var udstyret med en 12-cylindret EMD 567-motor på 1445 Hk og var ca. 10 % lettere end MY.
I perioden 1962 til 1964 leveredes i alt 45 MX-lokomotiver til DSB (MX 1001–MX 1045).
Efter leveringen af de første serier af de svenskbyggede MY-lokomotiver var der politisk pres for også at udvikle og bygge en tilsvarende dansk diesellokomotivtype. To prototyper (MY 1201 og 1202) blev bygget og leveret i 1957 og 1960 af A/S Frichs med dieselmotor fra Burmeister & Wain, mens Thrige-Titan leverede den elektriske udrustning. Projektet var imidlertid ikke nogen succes, hvorfor også de følgende lokomotivserier blev leveret af NOHAB.

### Norge (Litra Di. 3)
Efter leveringen af de første lokomotiver til DSB udviklede NOHAB en udgave specielt med henblik på norske forhold. Efter vel gennemførte prøvekørsler i 1954 bestilte Norges Statsbaner (NSB) 19 lokomotiver, der blev litreret Di. 3. Efterfølgende blev også testlokomotivet indkøbt. Til forskel fra DSB's udgave havde Di. 3 træk på alle seks aksler (Co’Co’). I alt indkøbtes 35 Di. 3 lokomotiver frem til 1969.

### Belgien/Luxemburg (Serie 202 til 204, 16xx-serie)
De belgiske Statsbaner SNCB/NMBS bestilte i 1954 nye diesellokomotiver efter samme konstruktionsmønster som de norske Di3 lokomotiver. Disse Co’Co’-Lokomotiver var dog begrænset til en hastighed på maksimalt 120 km/h. Lokomotiverne blev fremstillet af Anglo-Franco-Belge (AFB), som havde fået licens fra NOHAB. Motorerne blev også her leveret af GM.
I 1955 blev fire af de leverede lokomotiver (1601 – 1604) solgt til de luxemburgske jernbaner, CFL.

### Ungarn (Litra M61)
De ungarske statsbaner MÁV anskaffede i perioden 1963 – 1964 i alt 20 stk. lokomotiver af stort set samme type som de norske Di. 3. Disse fik typebetegnelsen M61.

## Litrering
- DSB MY 1101–1159,
- DSB MX 1001–1045
- NSB Di 3.602–3.633, 3.641–3.643
- MÁV M61 001–020
- SNCB 202.001–202.018, 203.001–203.019, 204.001–204.004
- CFL 1601–1604